# Юхновский Казанский мужской монастырь
Юхновский Казанский мужской монастырь (Юхновская пустынь) — утраченный монастырь, располагавшийся при впадении реки Куновы в Угру, где ныне расположен город Юхнов.

## История
Согласно клировым ведомостям монастырь был основан до «литовских завоеваний» и был известен в то время как Юхновская пустынь. Появившаяся возле него подмонастырская слободка разрослась и превратилась в город Юхнов. В 1611 году в ходе русско-польской войны монастырь был разорён поляками, возобновление произошло только в 1653. Был упразднён в 1724 году, однако вскоре восстановлен. В 1788 году монастырь был причислен к Смоленской епархии. В ходе секуляризационной реформы 1764 года монастырь был выведен в заштатные. В XVIII веке в списке благотворителей монастыря числились вице-президент Берг-коллегии Алексей Зыбин и компанейщик Гжатской пристани Никита Зыбин.
В 1739 году было завершено строительство каменной двухэтажной церкви в честь Казанской Божией матери. Главный престол церкви на нижнем этаже был освящён во имя Рождества Христова в год окончания строительства. Другой придел был освящён во имя Николая Чудотворца также предположительно в 1739 году. Последний придел был освящён в 1883 году во имя великомученика Пантелеимона. Главным в монастыре являлся храм Рождества Христова, в 1896 году он был сделан тёплым. Одновременно с этим были отремонтированы и другие монастырские церкви — Покровская и Иоанно-Предтеченская. На средства от пожертвований кресты были покрыты позолотой.
По состоянию на 1897 год к монастырю также относились:
- каменные настоятельский и братский корпуса в два этажа;
- каменная ограда с четырьмя башнями по углам, длина ограды — 226 саженей;
- каменная караулка для привратника и сторожа;
- небольшая гостиница для богомольцев из дерева с каменным фундаментом;
- деревянные овин и сарай;
- небольшая мельница в 30 верстах от монастыря.

В 1923 году монастырь был закрыт, а его имущество подверглось национализации. Наибольшие разрушения комплексу бывшего монастыря были нанесены в ходе боёв за Юхнов во время Великой Отечественной войны. На конец XX — начало XXI веков от монастыря сохранился руинированный братский корпус и часть ограды.